# Magyargyerőmonostori református templom

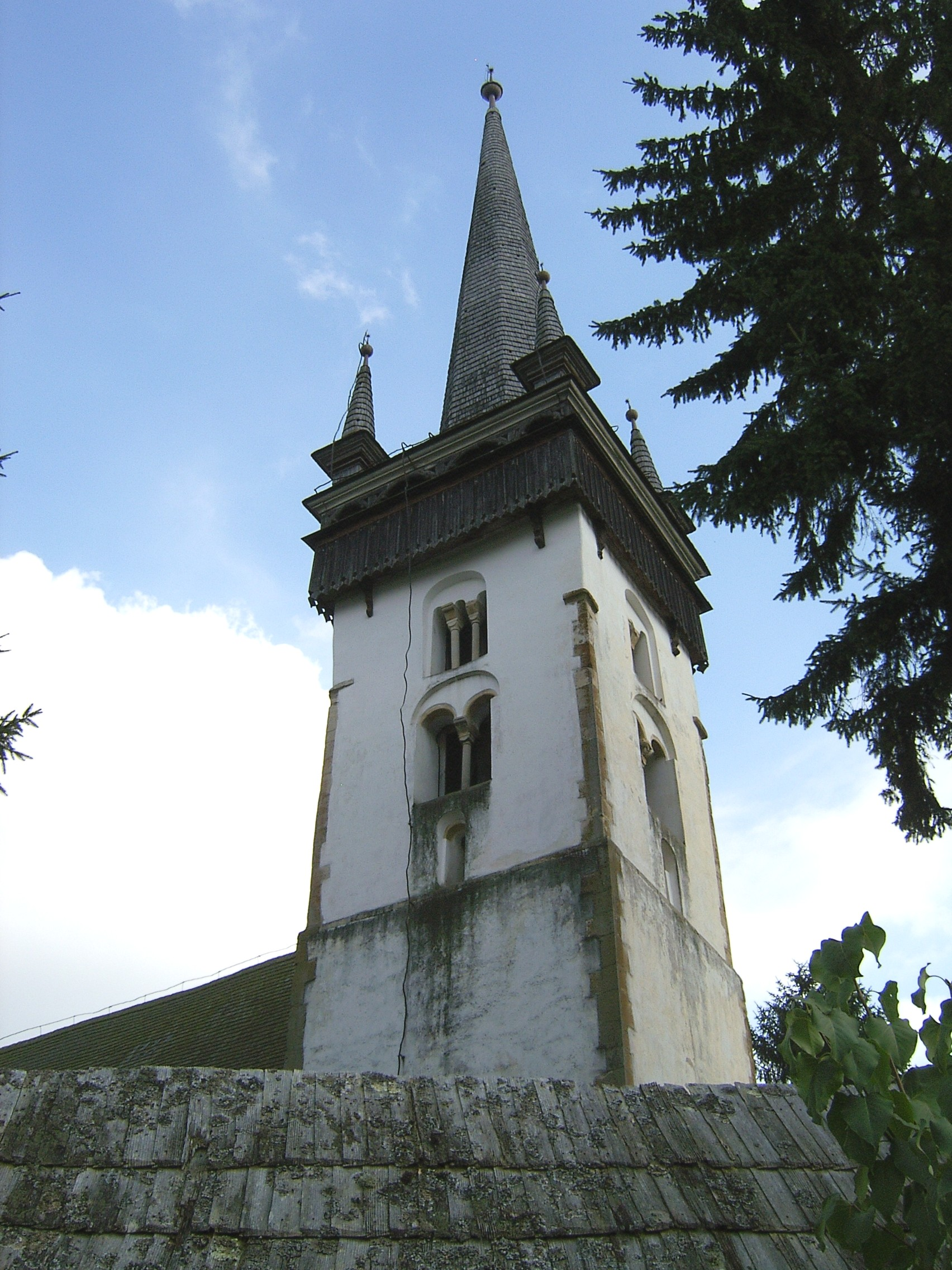
Magyargyerőmnostor templom erőd

Kalotaszeg egyik legrégebbi temploma a Magyargyerőmonostori református templom.
A települést már 1332-ben Monostor néven említették a korabeli krónikák, majd 1423-ban Gyerewmonostora, 1496-ban Gerger Monosthora, 1572-ben Gerömonostora, 1666-ban pedig Magiar-Monostor néven találjuk.

A honfoglalók Kalatha nemzetségéből öt nemzetség, köztük a Gyerő telepedtek le ezen a tájon, akik pár száz év múltán, 1196-ban családi monostort építettek, mely előbb a ciszterciek, majd a bencések birtokában volt.
Bánffyhunyadtól mintegy 18 km-re fekszik délnyugat Irányban, ott, ahol a Vigyázó és a Meszes hegység keleti nyúlványai a Gyalui-havasok északi lejtőivel találkoznak. Kalotaszeg egyik legdélibb pontja ez a magas fekvésű (750 m) hegyvidéki falu. Tőle délebbre a Mócvidék szétszórt havasi települései kezdődnek

## Története és leírása
A templom legrégebbi része 1196-ban épület. Először ciszterci, majd bencés kolostorként működött. 1330-tól önálló plébánia lett, és így is működött egészen a reformáció 16. századi térhódításáig. Történetéről a XIII. sz.-tól fennmaradt okleveles adatok nyújtanak némi tájékoztatást. A XIII. sz. elején a falut körülölelő magaslatok déli oldalán feltehetően Szent-Benedek-rendi apátságot alapított a Kalota nemzetség Gerő ága. Az apátságot 1241 -ben feldúlták a tatárok, de később újra helyreállt egy földesúri donáció nyomán (Bunyitai Vince 1883-84.11.353). 
A falut, mely a monostorról kapta a nevét, 1241-ben a tatárok kirabolják (Rogerius IV.T.319). Az osztatlan hajó kétségkívül a legrégibb és eredetileg torony nélkül állt, erre enged következtetni a nyugati homlokzat teljes kiépítése, amit különös gonddal díszítettek a templom építői. A nemzetségi monostorokra annyira jellemző nyugati toronypár később épült, a XIII. század második felében. A gazdag szobrászati dísz (a torony egyik ablakának sárkánypáros fejezete, lunettadombormű, a Luxuria igen provinciális ábrázolása – az ún. „Madárleány”) a késő-romanikus szobrászat Jákról kiinduló vonulatába tartozhat, amelyet Erdélyben akár több, egymástól függetlenül is dolgozó kőfaragó is képviselhetett. 
A sárkányölő Szent Mihály domborműve talán egy (valamivel) tanultabb románkori mester munkája. A két hasonló méretű és befoglaló formájú dombormű, bár több stilisztikai különbség fedezhető fel közöttük, feltételezésünk szerint ugyanabba a ma már ismeretlen kompozícióba tartozhatott. A hajlék ikertornya tehát a tatárjárás után épült, amiből csak egy maradt meg a későbbi századokban, ugyanis egy földrengés következtében a második torony leomlott. A földrengés okozta károkat 1642-ben állították helyre, amire az épen maradt torony egyik sarkába vésett évszám emlékeztet. A főhajó déli oldalán öt templomablak található, amik a romanika idejéből maradtak fent. A legnyugatibb ablak kissé magasabban áll a többinél, mert az egykori kegyúri karzatot kellett megvilágítania. A szentély ablakai valószínűleg a 15. századból származnak. Ekkor a szentély leégett, és a helyreállított templomrészt már gótikus stílusban építették újjá. A szentélyt három úgynevezett mérműves ablak világította meg, mindhárom ablakcsúcs más díszítéssel láttak el. A középkori templomhajók északi része többnyire ablaktalanok, ám a monostori templom déli falán található egy díszített kőablak, amit Szent-Katalin keréknek is szoktak nevezni. A következő századokban a templom több javításon és átépítésen esett keresztül. Az első ismert javítást a nyugati homlokzat 1642-es évszáma jelzi. 
A templomot kerítő régi védőfalat, mely a Rákóczi-szabadságharc (1703–1711) idején elpusztult, 1734-ben Kabos Ferenc építtette újjá. 
A XVIII. század közepétől alakul ki a templom mai belső képe. Kabos Ferenc 1748-ban készíttette el a hajó kazettás mennyezetét (az idősebb Umling Lőrinc művének tűnő, családi címeres középső kazetta felirata szerint egy régi mennyezet helyére készült), majd 1752-ben Sípos Dávid kőfaragóval az elegáns szószéket. 1753-ban és 1758-ban készültek a festett padok, az Úrasztala (egy másik helyi nemes, Török András támogatásával), a papi pad (Török Márton megrendelésére) és a sekrestyeajtó. E festett asztalosmunkák id. Umling Lőrinc tevékenységéhez kapcsolhatók. A sekrestyében található egy kisebb festett pad ugyanebből az időből. Az 1765-ös földrengés alkalmával omolhatott le a déli torony és az északi torony sisakja (az irodalom emlegeti a kéttornyos templom ábrázolását egy korabeli pecséten). 1778-ban helyezték el a szószékkoronát, és Kabos Farkas egy harangot is öntetett. Ebben az időben építhették egy felirat alapján Umling Lőrinc fiai, ifj. Lőrinc és János a nyugati karzatot (a román kori karzat helyébe), s az eredeti keleti karzat is az ő munkájuk lehet. 1787-ben készült az előcsarnok mennyezete és a parókia is rendelt padokat. 1826-os dátumú a cinteremkapu. 1846-ban nyújtották meg a nyugati karzatot az északi fal mentén. 1891-ben, a templom általános javításakor bontották el a diadalívet és talán a szentély boltozatát is, melynek bordatöredékeit a sekrestyében őrzik. A keleti kar orgonája 1912-ben készült. Az 1936-ban befejezett kiterjedt renoválás alkalmával tárták fel a román kori domborműveket. 1970–1976 között zajlott a templom utolsó nagy javítása.
A templom szentélye leégett a 15. században, ezért 1442-ben a leégett részt újjáépítették gótikus stílusban. Az első tatárjárás alkalmával, 1241-ben a templomot feldúlták. A főhajó helyreállítása után két tornyot építettek ekkor a templomhoz. A második torony feltehetően egy földrengés következtében 1647-ben leomlott. Ezt a dátumot a csonka torony alatti részben is bevésték az egyik terméskőbe.A várfallal kerített épületet a Kalota nemzetségből származó Kabos Ferenc építette újjá 1734-ben, „ISTENÉHEZ VALO SZERETETIBÖL”, mint erről a várfalban látható régi tábla tanúskodik. A ma már négy fiatornyos, hegyes, mintegy 40 méter magas torony 1241-után épült, ikerablakainak oszlopfőjén faragott sárkányokat találunk.
A templomot gótikus pillérei támasztják, melyek nagyobb terméskövei vakolatlanok, hangsúlyozva az épület régiségét.
A hajó déli oldalán öt - a gótikus építészeti stílust idéző - köríves ablak van, melyek közül az egyik fél ablakhosszal magasabban áll a többinél, mert az egykor az itt állott karzat megvilágítására szolgált. Az épület túloldalán látható egy díszes kerek román kori ablak, melyet Szent-Katalin kerekének is neveztek.
A templomhajó déli oldalán található bejárat lényegesen egyszerűbb a nyugati oldal kapujához képest. Ez utóbbi román stílusú orommezejében levéldísz övez egy keresztet, melynek haloványsága talán a reformáció emlékét idézi.

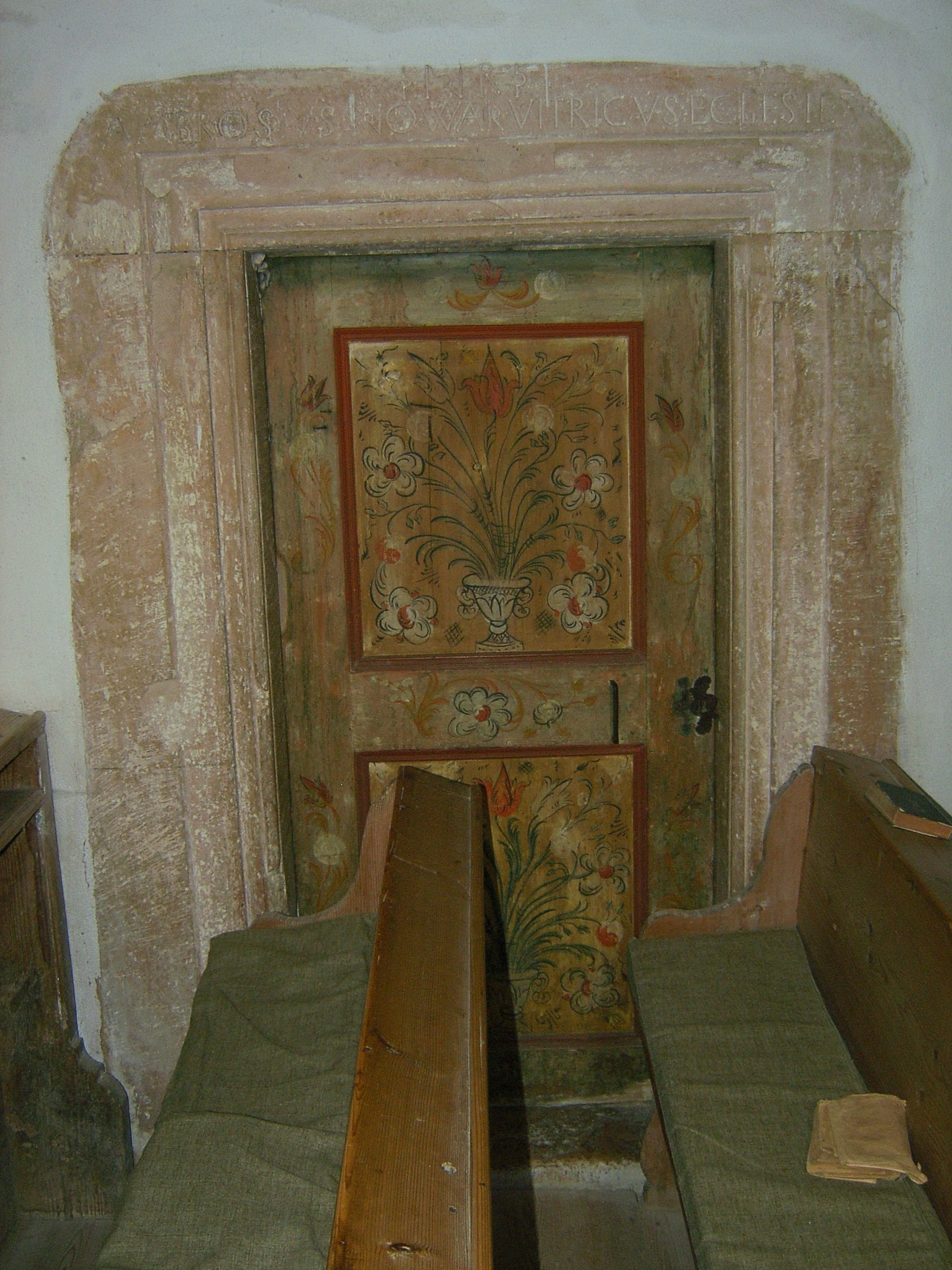
A sekrestye

A templombelsőt kék írásos és fehér vagdalásos varrottasok uralják. A templom mennyezetét, karzatát, padjait Umling Lőrinc díszítette. Az úrasztalt is Umling Lőrinc készítette 1758-ban, míg a szószéket, melynek mellvédjén a sok családra szerteágazó nemzetség közös címere látható, a kidei kőfaragó mester, Sipos Dávid faragta 1742-ben. 
Említésre méltóak a reneszánsz ízlésű sekrestyeajtó továbbá a karzatmellvédek festett tulipán és rózsamotívumai, valamint a fehérre festett tartógerendákon található fekete szőlő és madár ábrák, melyeket a rajtuk lévő szív alakú felirat szerint Asztalos Varga László készített.
Kívül a befalazott déli torony falában 1936 óta érdekes szoborcsoport és e környéken egyedülálló módon egy napóra látható.
A meglehetősen furcsa hármas szoborcsoport valószínű a tatárjárás előtti templomból maradt meg. Közvetlenül az óra alatt, talán egy római korból fennmaradt halotti emlékmű két fekvő oroszlánja látható. Bal oldalán román kori stílusban Szent György küzd a sárkánnyal. Jobbról pedig két kígyót szoptató, vastag hajfonatú, madártestű női alak domborműve látható, a „magyargyerőmonostori madárlányé”. A mű a korai kereszténység idejéből maradhatott fenn, mégis a kereszténység felvétele előtti, honfoglalás kori időket idézi elénk.
Egy helyi legenda szerint Gyerővásárhelyen élt egy leány, aki egy szép legényt szeretett, ám az apja – Gyöngyös Gyerőfi - egy másik, egy módos ifjút szánt a leányának. A fiatalok csak titokban találkozhattak és hamarosan megszületett szerelmük gyümölcse is, egy kisfiú. Amikor Gyerőfi úr hírül vette a történteket, egy kolostort építtetett távol Gyerővásárhelytől, a havas alján és ott kellett élnie a leányának, elszakítva szeretteitől. Nagy szomorúságában el is pusztult volna, ha néhány jobbágyasszony – akik le is telepedtek a mai Magyargyerőmonostor területén - nem látja el élelemmel. Mivel a kitaszított anya nem táplálhatta elszakított gyermekét, hát két kígyót szoptatott a havas vadállatainak társaságában.
A templom várfallal körülvett cintermében megpillanthatjuk a falu egykori református lelkészének, Hory Farkasnak (1813-1872) a sírját, akinek Etelka leánya, Gyarmathy Zsigáné, ”Kalotaszeg nagyasszonya”-ként felkutatta és gyűjtötte a régi kalotaszegi varrottasokat, amelyekkel budapesti és külföldi kiállításokra járt.
Kossuth Lajos pénzügyminisztériumának tanácsosáról, a későbbi erdélyi pénzügyminiszteri biztosról, Debreczeni Márton bányamérnökről elnevezett – a templom közvetlen szomszédsásában álló - tájházban pedig bepillantást nyerhetünk a színpompás kalotaszegi felszeg díszes néprajzi világába.
A templom melletti parókiát a Kós Károly örökségét folytató Anthony Gall ausztráliai építész tervezte.

## Képgaléria

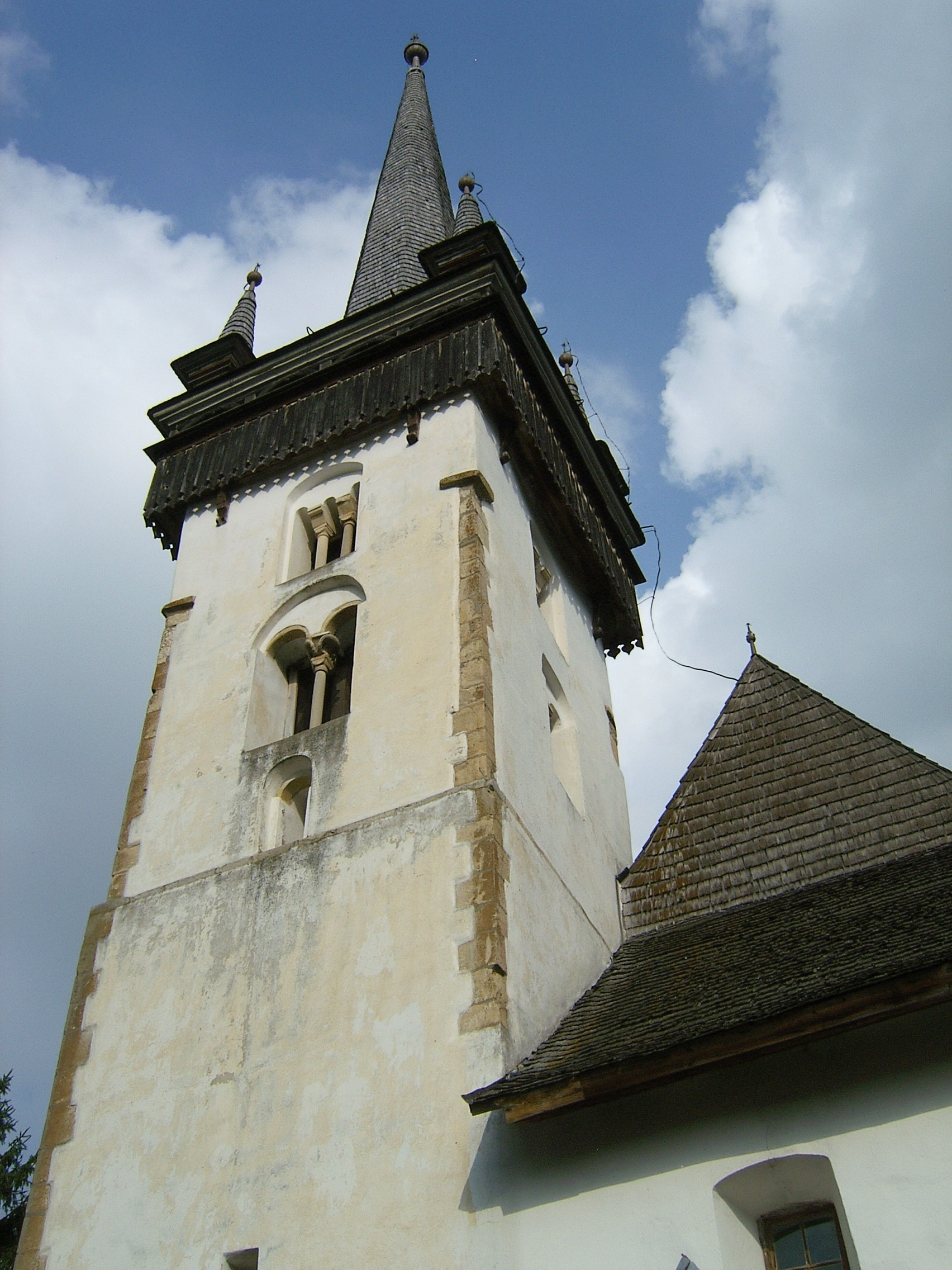
Magyargyerőmonostori templom torony
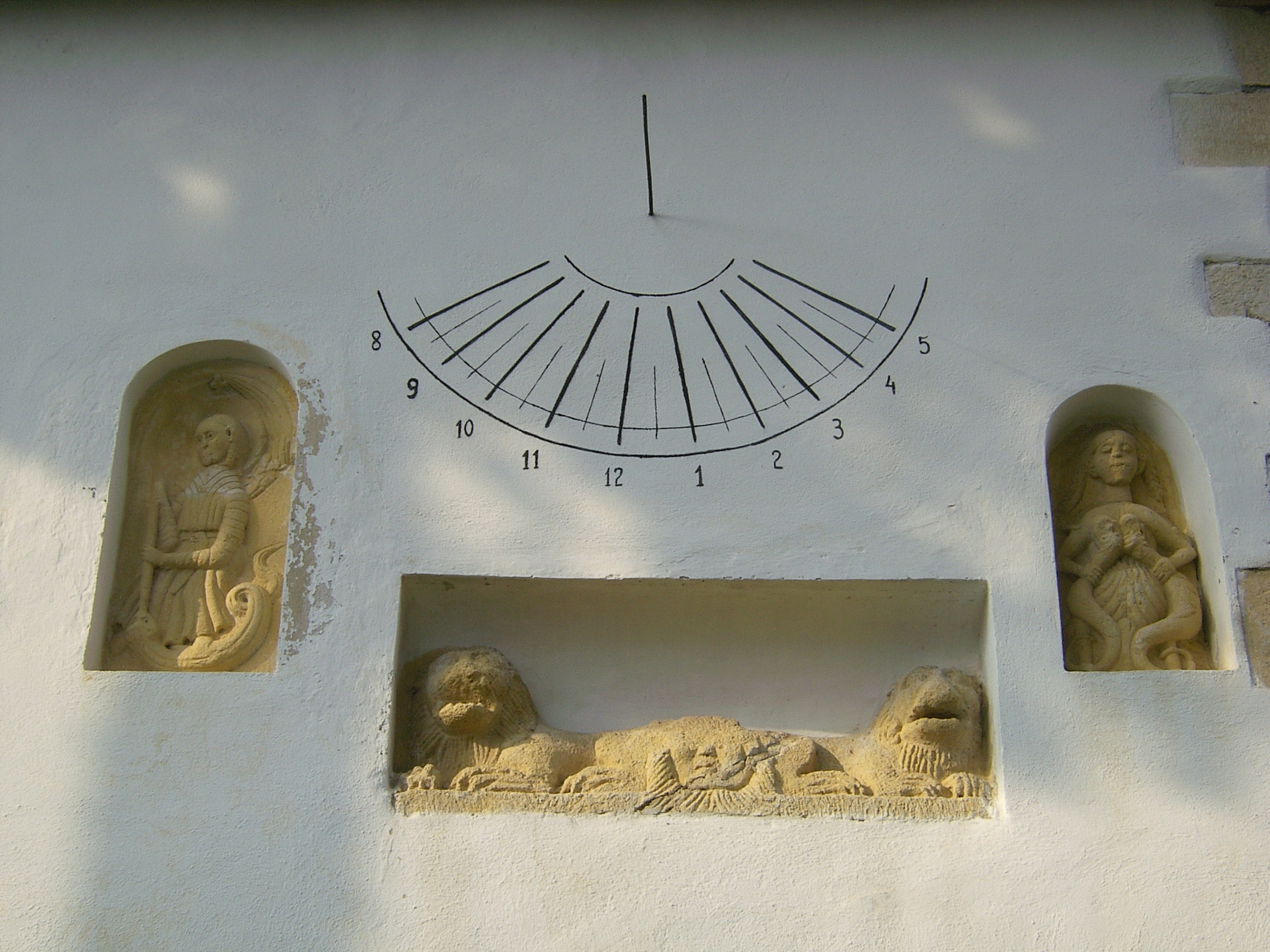
Magyargyerőmonostori szoborcsoport
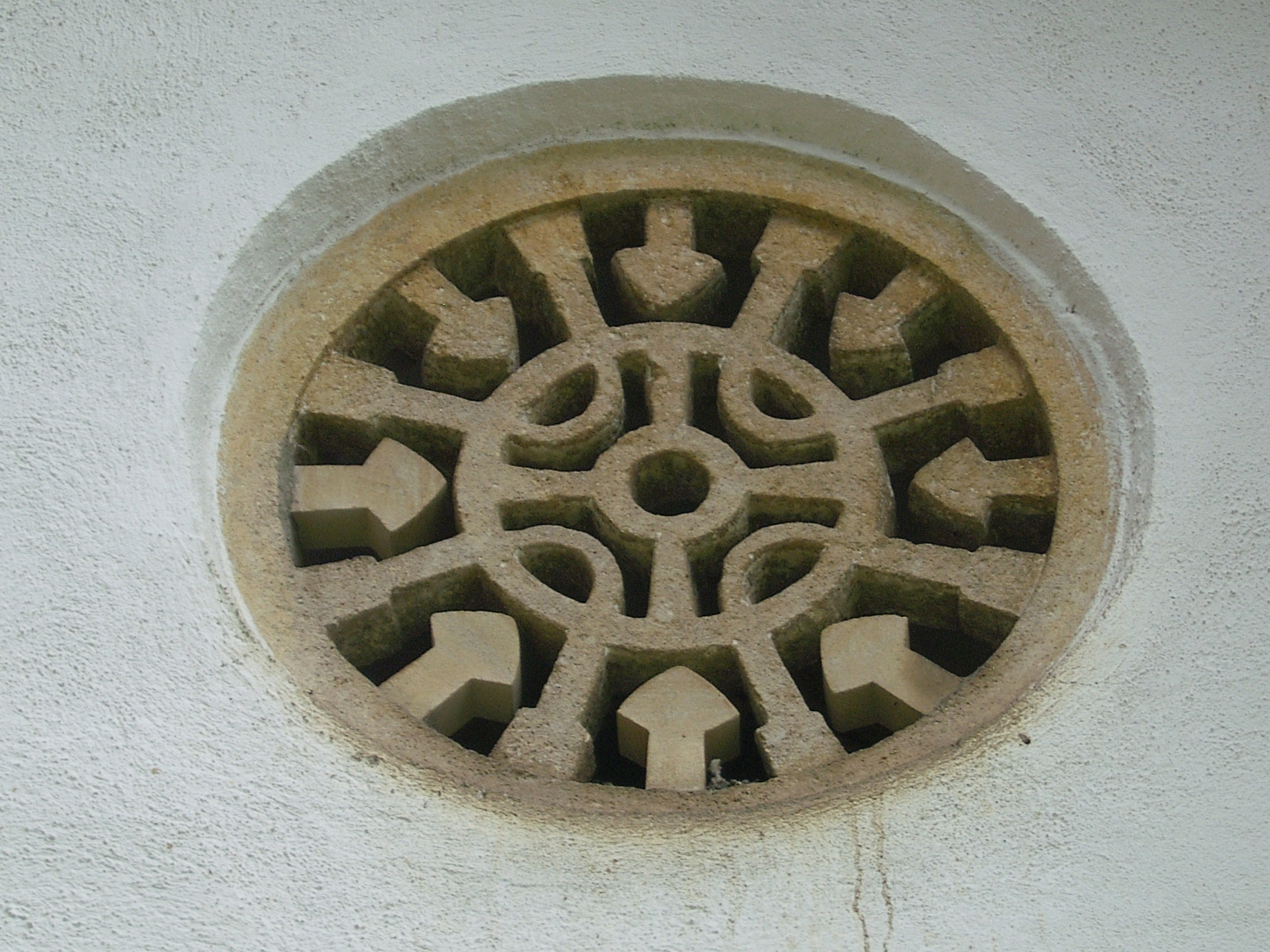
Magyargyerőmonostor Szent Katalin kereke
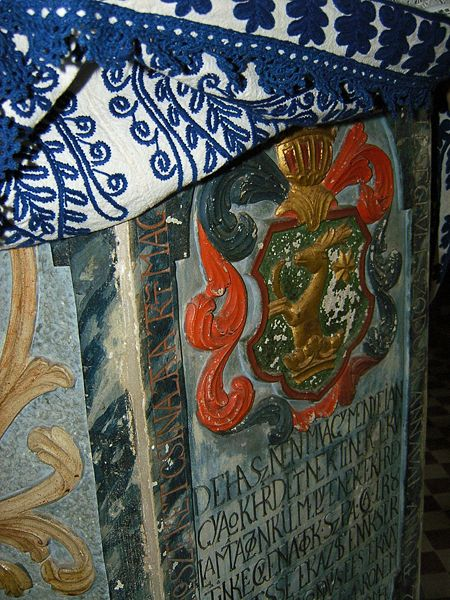
Magyargyerőmonostori templom szószéke a Kemény család címerével
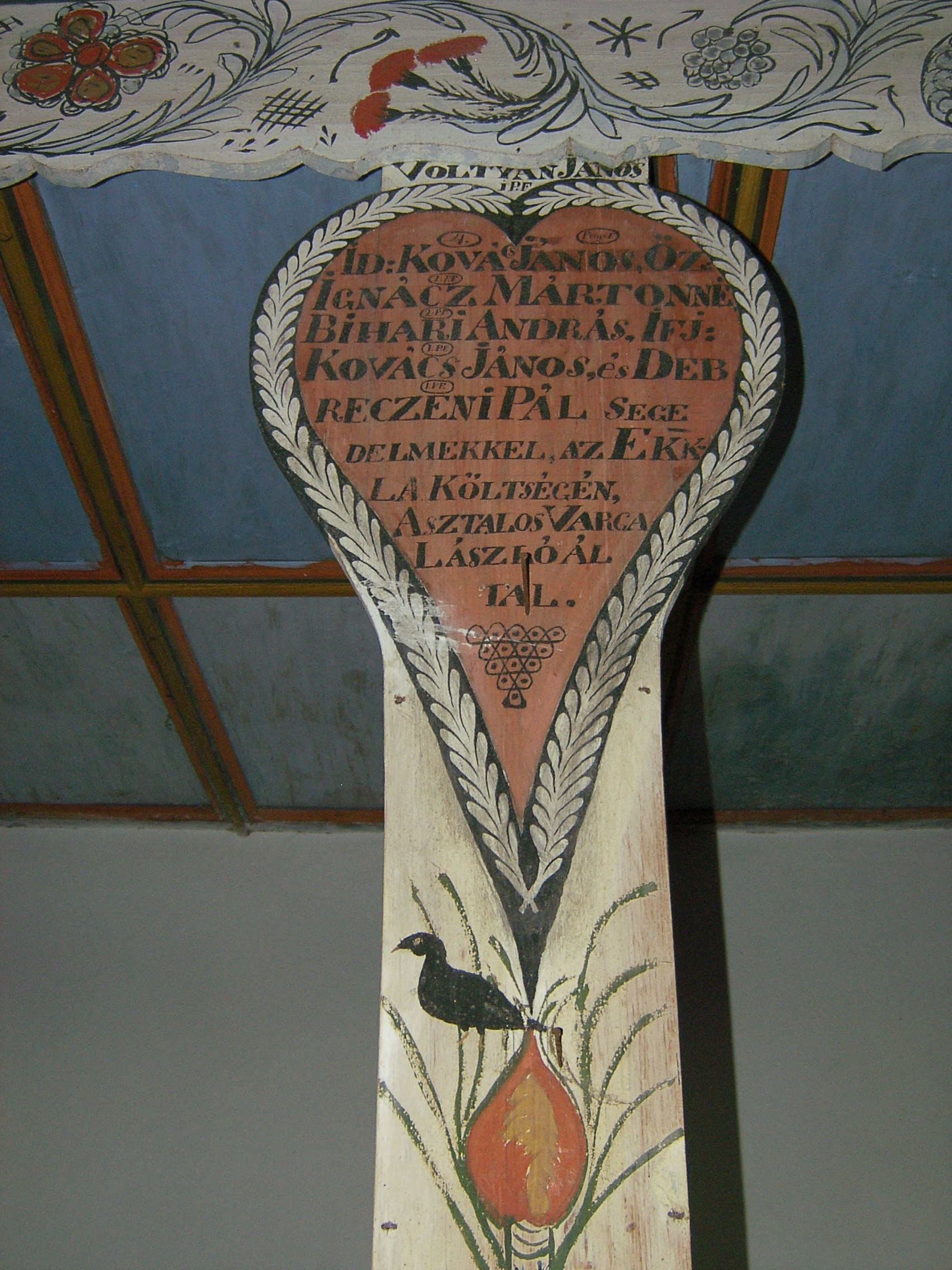
Magyargyerőmonostori templom karzatgerendája
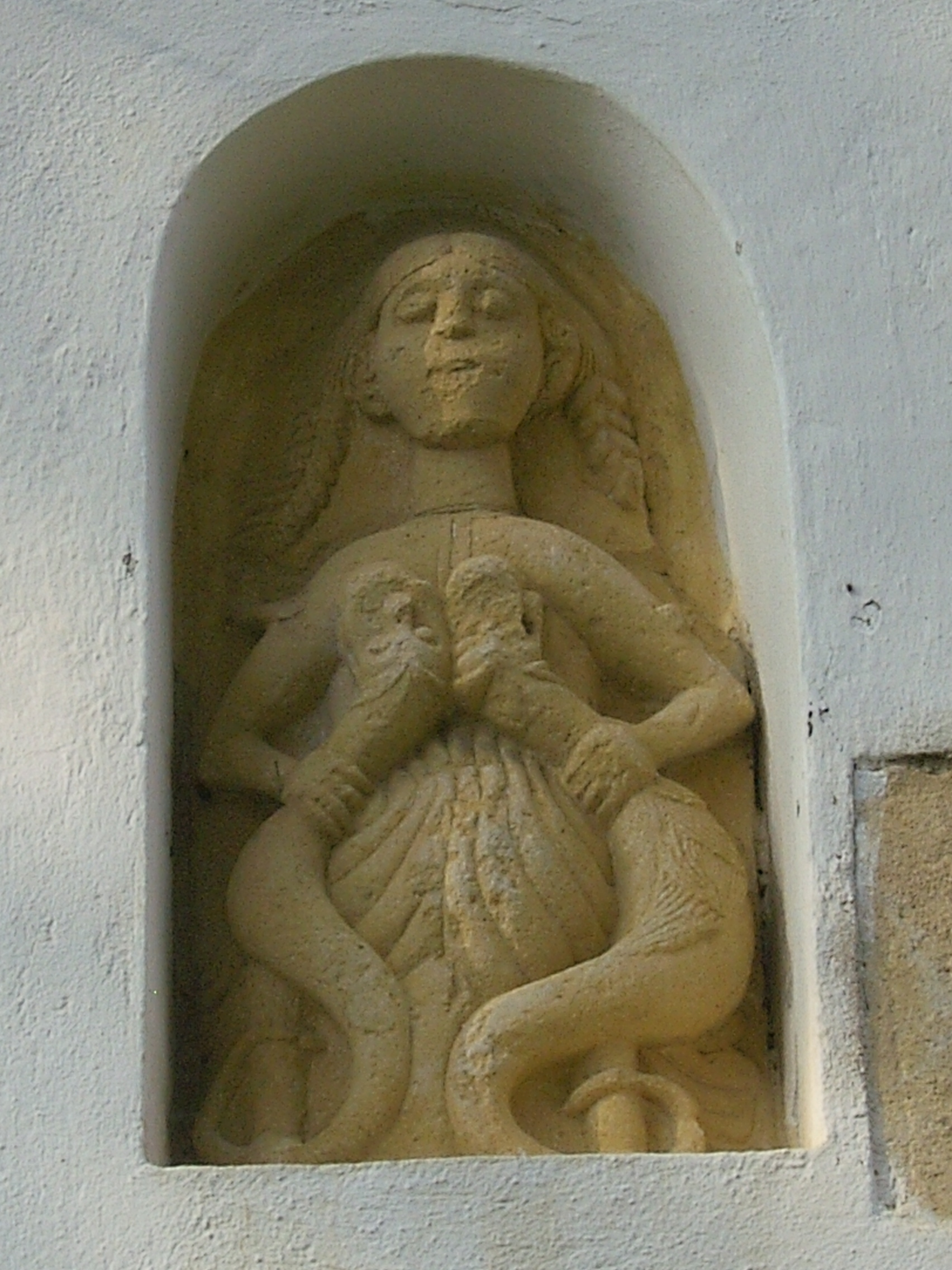
Magyargyerőmonostori madárleány
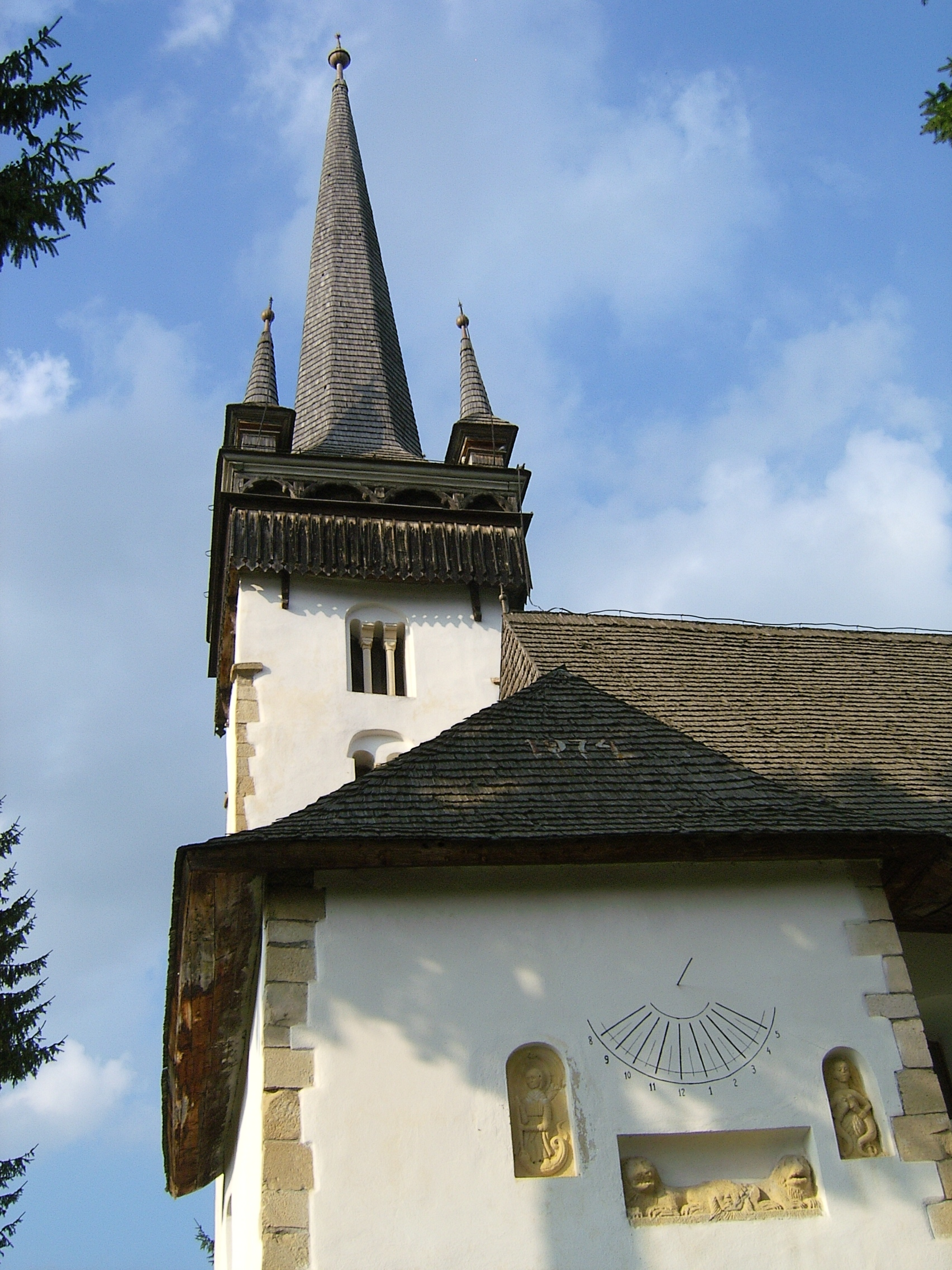
Magyargyerőmonostori templom

## Külső hivatkozások
- Kalotaszeg honlapja - kalotaNET
- A Magyargyerőmonostori Református Egyházközség honlapja
- kárpátmedence360.hu
- A Kemény család honlapja
- Erdély Kalauz
- Kriza János Néprajzi Társaság Képtára